# Tweede Chinese overheersing van Vietnam
De tweede Chinese overheersing van Vietnam was in de geschiedenis van Vietnam de periode van 42 n.Chr. tot 542, gedurende welke Vietnam onderhorig was aan het Chinese keizerrijk.
In het jaar 40 kwamen de twee Trung-zussen (Vietnamees: Hai Bà Trưng) in opstand tegen de Chinese overheersing van het land. Ze bezetten 65 steden en bestegen samen de troon van het land. In 42 stuurde de Chinese keizer een leger naar het land. De Trung-zussen werden verslagen en pleegden zelfmoord door zich te verdrinken in de Hat-rivier (sông Hát). Ze kregen een tempel te hunner ere in Hat Giang (Hát Giang).
In 248 verzamelde een meisje van de provincie Cuu Chan (Cửu Chân), genaamd Trieu Thi Trinh (Triệu Thị Trinh), het volk tegen de Chinese mandarijnen. De opstand werd vervolgens neergeslagen door de gouverneur.
In 541 (tijdens de regeerperiode van de Liang-dynastie) kwam Ly Bi (Lý Bí) in opstand tegen het strenge bewind van de plaatselijke mandarijn. Deze opstand was succesvol en het jaar erna kroonde hij zich tot keizer Ly Nam De van het land Van Xuan (Vạn Xuân, "Tienduizend Lentes"). Hij hield hof te Long Bien (Long Biên, nu te Hanoi). Hiermee kwam een eind aan de Chinese overheersing en vanaf dan werd het land geregeerd door de Ly-dynastie, tot keizer Ly Nam De de latere in 602 door de Chinese Sui-dynastie werd verslagen, waarmee de Derde Chinese overheersing een feit was.